# SWAT
SWATチーム（すわっとチーム、英語: special weapons and tactics team）は、アメリカ合衆国の警察など法執行機関に設置されている特殊部隊。警察白書では特殊武装戦術部隊と訳している。

## 来歴
イギリスによるアメリカ大陸の植民地化の過程で、多くの制度がイギリス本国から北アメリカに持ち込まれており、警察制度も同様であった。イギリスでは、地域の秩序・平和を維持する責任は地域住民各々が負うべきであるという自治の意識が強く、家族や地域住民による隣保制の時代が長かった。この理念を導入したアメリカ合衆国においても、隣保制や、その延長線上としてそれぞれの地域の住民が選んだ公安職が主となり、過度の組織化を嫌う風土が強かった。
しかし第二次世界大戦後、アメリカ経済は飛躍的に発展した一方、その裏で貧富の差の拡大や宗教的権威・社会道徳秩序の崩壊などが進んだ結果、1950年代末頃から社会秩序の混乱が顕在化した。これに伴い、1960年頃までは日本と大差ない程度で安定していた犯罪発生率も、この頃から急激に上昇し始めた。またこの時期には、ワッツ暴動（1965年）やデトロイト暴動（1967年）といった集団暴力事犯、テキサスタワー乱射事件（1966年）やグレンビル乱射事件（1968年）といった大量殺人事犯、ケネディ大統領暗殺事件（1963年）やキング牧師暗殺事件（1968年）といった要人暗殺などの凶悪犯罪が相次ぎ、警備警察の重要問題となった。
この状況に対して、1967年、ロサンゼルス市警察（LAPD）はダリル・ゲイツ警視の指揮下にSWAT部隊を編成した。この部隊は軍務経験者によって構成されており、通常の警察官では対処が困難な重大犯罪への対処を任務としていた。当初の名称はSpecial Weapons Attack Team（特殊武装攻撃班）であったが、その後より穏便な現名称に改められた。SWATの導入策は成功を収めたことから、全米の警察組織で同種部隊の創設が相次ぎ、1960年代のうちに14隊、1970年代には121隊、1980年代にも120隊、そして1990年代にも85隊が設置された。2008年の時点で全米に少なくとも1,183隊が設置されていたほか、2009年から2013年にかけて実施された調査では17,000以上もの部隊が設置されている事が明らかとなっており、野犬捕獲局より規模の大きい法執行機関はどこもSWATに類する部隊を擁している、と揶揄されている。

## 編制

### 組織
アメリカ合衆国の警察は地域の公安職を基本とすることもあり、郡保安官や自治体警察、州警察、更に連邦政府の法執行機関など、多彩な組織がそれぞれの所掌事項をもって、独立して活動している。そして、これらの警察組織がそれぞれにSWATなどの部隊を設置しているため、その編制も定見がないのが現状である。部隊名にしても、先駆者であるLAPDに倣って「SWAT」と称することが多いが、例えばニューヨーク市警察（NYPD）などニューヨーク州の自治体警察の多くでは、1930年代より人命救助や凶悪犯対処を主眼とした緊急出動部隊 (Emergency Service Unit) が編成されており、この部隊にSWATとしての任務を付与することで対応している。また連邦捜査局（FBI）では、各地方局それぞれにSWATチーム（FBI SWAT）を編成するとともに、通常の警察のSWATやFBI-SWATでは対応困難な重大事件に対処する特殊部隊として、本部直轄の人質救出チーム（HRT）を設置している。
小規模な警察組織が多いこともあって、専従要員による部隊（full-time team）は7％に過ぎず、大部分の部隊が必要時のみ召集される兼務要員による集成部隊（part-time team）か、少なくとも兼務要員を含む混成部隊となっている。また部隊規模自体も比較的小規模で、20名以下の部隊が8割を占め、51名以上の要員を擁する部隊は2％に過ぎなかった。一般的には、直接の犯人逮捕・制圧を担当する突入班（entry team）と、その援護および状況監視を担当する狙撃・監視班によって構成されており、またほとんどの場合は交渉人、場合によっては救急隊員も編制内に含まれている。

### 装備
銃器
標準的な拳銃のほかに、突入班はAR-15やM4A1カービン、H&K MP5短機関銃など（以前はUZIを装備する組織もあった）、また狙撃手はレミントンM700などの狙撃銃を装備するのが一般的である。
低致死性兵器
フラッシュバンは室内への突入の際には頻用されており、SWATの必須装備といえる。またアメリカ合衆国の警察では、身体を大きく傷つけることなく被疑者を無力化するために、低致死性兵器が広く用いられており、これらはSWAT作戦でも適宜用いられる。スタンガン（テイザー銃を含む）やゴム弾・ビーンバッグ弾、催涙剤などが一般的である。ただしSWAT作戦の場合、危険度が高いこともあり、低致死性兵器の適応と考えられる被疑者に対応する場合も、常に通常の武器が使えるよう、武装した隊員によるバックアップが必要となる。
強行突入器具
突入作戦の際には、往々にしてまず施錠されたドアを突破する必要が生じる。この際には、こじ開けのためのバール、破城槌（バッタリング・ラム）から、錠前やヒンジを破壊するための散弾銃や爆発物、更には電気丸のこや金属切断トーチによる切断まで、様々な手法が用いられる。
装甲車 (SWAT vehicle) 
弾雨を冒しての偵察や負傷者・民間人救出、部隊輸送を行うため、装甲車を装備している部隊も多い。有力な法執行機関では、レンコ・ベアキャットなど、法執行用途を想定して開発された装甲車を装備しているが、予算に余裕がない小規模な自治体警察や郡保安官事務所でも、1033プログラムに基づいてアメリカ軍の中古車（ハンヴィーやMRAPなど）の払い下げを受けることができる。ただしこちらは元来が軍用で普段の維持コストが高く、また特にMRAPは大型・大重量で高速を発揮できないなど、法執行用途には不適当な面もあるため、既に払い下げを受けていても、予算の都合さえつけばベアキャットなどへの更新を要望する機関が多い。
なお、銃火器以外の個人装具（出動服やブーツ、ヘルメット、保護メガネ、タクティカルベストなど）に関しては、LAPDのような大規模機関でも大部分を自弁に頼っている。またLAPDのSWAT部隊は集成部隊であるため、各隊員には専用の覆面パトカーが与えられ、トランクにSWAT隊員としての装備を収容して通常勤務にあたることで、不意の召集 (call of duty) にも即応できるよう配慮されている。

## 活動

### 訓練
LAPDなどの大規模機関では独自の訓練施設を保有することもあるが、小規模機関では、通常の警官と共用の射撃訓練場程度しかないことも多く、十分な訓練を確保することが課題の一つである。相互研鑽を図る観点から、国家戦術警官協会（National Tactical Officers Association, NTOA）が設置されており、また多くの場合は州レベルでの同様の組織があるため、これらを通じた訓練が一般的である。また連邦捜査局（FBI）などの連邦機関や軍によって訓練の機会が提供されることもあるほか、民間企業の委託教育を利用する機関もある。外国の軍隊との共同訓練まで行う組織は稀であるが、例えばLAPDのSWATでは、創設時にイギリス陸軍特殊空挺部隊（SAS）やフランス国家憲兵隊治安介入部隊（GIGN）、西ドイツ連邦国境警備隊（現在の連邦警察）GSG-9などに視察団を送り、ノウハウを習得している。
なお、アメリカではSWATチームの能力を競う世界大会 (SWAT World Challenge) が開かれており、2006年はアーカンソー州リトルロックで3月に開催された。2006年の大会ではドイツGSG-9が優勝したが、上位20チームの内、準優勝のサンアントニオ市警察SWATチーム（米国テキサス州サンアントニオ市）を筆頭に、テキサス州のチームが6つ入っている。

### 実出動
一般的なイメージと異なり、SWATによる殺傷力の行使は比較的稀で、年平均3,000回以上の出動のうち実際に発砲がなされたのは、全米でも36回程度である。1986年から1998年までの間に、上記の1,183隊のSWAT部隊で15人の法執行官が負傷、2人が殉職した。このため隊員達は「SWATとはSit, Wait, And Talking（座って喋って待ってる）の略だ」と自らを揶揄したりしている。
SWATは突発事案の対処能力の高さから、創設時に主眼とされていた大量殺人などの警備警察的な事案に留まらず、麻薬取引や組織犯罪などとの関連が疑われる家宅捜索など、通常の捜査活動にも投入されるようになり、出動頻度は増加し続けている。これらの出動のなかには、本来SWATを投入すべきでない通常の警察活動が多く含まれていたとの指摘もあり、軍隊に類似した過度の攻撃性の発揮（警察の軍隊化）として批判されることもある。

## 登場作品

### 映画
『GODZILLA ゴジラ』
ホノルルに上陸したゴジラに一斉射撃を行うも全く効果がなかった。
『S.W.A.T.』
連続ドラマ『特別狙撃隊S.W.A.T.』の映画化作品。テレビドラマの続編という位置づけだが、設定は現代となっている。
『アメイジング・スパイダーマン』
ニューヨーク市警察のESUがリザードと交戦するほか、スパイダーマンを包囲して逮捕しようとする。
『猿の惑星:創世記』
人間に反乱を起こした猿達に対してサンフランシスコ市警察のSWATが出動、ゴールデン・ゲート・ブリッジに展開し猿達を迎撃する。
『スティーヴ・オースティン S.W.A.T.』
『スピード』
ロサンゼルス市警察SWAT隊員である主人公たちと、バスに爆弾を仕掛けたテロリストの攻防を描いた作品。
『ゾンビ』
主人公のピーターとロジャーはSWAT隊員。冒頭の篭城事件では突入場面も描かれている。
『ターミネーターシリーズ』
『ターミネーター2』
サイバーダイン社の突入時に登場。なお、本作の劇中でSWATを演じるのは、全員本物のSWAT隊員である。
『ターミネーター3』
中盤の墓地のシーンで登場し、T-800と銃撃戦を繰り広げる。
『ダイ・ハード』
装甲車などを使ってナカトミビルへの突入を試みるも、敵の反撃に合い多くの死傷者が出る。
『ダイ・ハード2』
空港警察のSWATが登場するも、敵の待ち伏せに合い全滅してしまう。
『ダイ・ハード4.0』
終盤にHRTが登場する。先に敵を追ってアジトで戦闘を繰り広げていた主人公、ジョン・マクレーンの救出および敵の制圧のためにUH-1に搭乗して急行するが、敵はすべてマクレーンによって制圧されていたため、戦闘はせずにマクレーンの救出のみを行う。
『マトリックス』
モーフィアス救出の際に、ネオとトリニティが相手に回して銃撃戦を繰り広げる。
『レオン』
終盤に大挙して登場。

### テレビドラマ
『24 -TWENTY FOUR-』
CTUが独自に同種の特殊部隊を運用している。
『Hawaii Five-0』
事件の度にFive-0が要請し、登場する。登場人物のルー・グロヴァーはホノルル警察SWATの隊長で、後に辞職しFive-Oのメンバーになる。
『特別狙撃隊S.W.A.T.』
『S.W.A.T.』

### アニメ・漫画
『ザ・ゴリラ』
「ニューヨーク激闘編」PART2に登場。同作品では人質の生命も厭わぬ非情な部隊として、悪役的に描かれている。
『ソニックX』
第3話「Dr.エッグマンの野望」に登場。

### ゲーム
『HOSTAGES』
『ReadyOrNot』
『S.W.A.T 2』
『SWAT』
『SWATシリーズ』
『レインボーシックスシリーズ』
『デトロイト ビカム ヒューマン』